# Oliver Sundberg
Oliver Sundberg (16 februari 1982) is een Deens voormalig langebaanschaatser. In 2006 won hij de Deense kampioenschappen schaatsen allround.
Tijdens het EK Allround 2006 in Hamar werd Sundberg 32e. Een jaar later werd hij 26e. Diezelfde jaren reed hij ook wereldbekerwedstrijden in de B-groep.

## Persoonlijke records
| Afstand      | Tijd     | Datum            | Baan    |
| ------------ | -------- | ---------------- | ------- |
| 500 meter    | 37,98    | 16 maart 2007    | Calgary |
| 1000 meter   | 1.13,35  | 16 maart 2006    | Calgary |
| 1500 meter   | 1.52,60  | 14 maart 2007    | Calgary |
| 3000 meter   | 3.55,83  | 13 maart 2007    | Calgary |
| 5000 meter   | 6.48,67  | 15 maart 2007    | Calgary |
| 10.000 meter | 14.25,57 | 17 februari 2007 | Erfurt  |

## Resultaten
| Jaar | EK Allround | Wereldbeker                 |
| ---- | ----------- | --------------------------- |
| 2006 | NC32        | 0p 1000m 0p 1500m 0p 5/10km |
| 2007 | NC26        | 0p 1000m 0p 1500m 0p 5/10km |

NC# = niet gekwalificeerd voor de laatste afstand, maar wel als # geklasseerd in de eindrangschikking
0p = wel deelgenomen, maar geen punten behaald